# Begonia longiscapa
Espèce
Begonia longiscapa est une espèce de plantes de la famille des Begoniaceae.
L'espèce fait partie de la section Diploclinium.
Elle a été décrite en 1904 par Otto Warburg (1859-1938).

## Répartition géographique
Cette espèce est originaire du pays suivant : Philippines.